# Terceira Epístola de João
A Terceira Epístola de João, geralmente referida apenas como 3 João, é o vigésimo-quinto e antepenúltimo livro do Novo Testamento da Bíblia e atribuído a João, o Evangelista, tradicionalmente considerado também o autor do Evangelho de João e das outras duas epístolas de João. A Terceira Epístola de João é uma carta privada redigida por um presbítero, e direcionada a um homem chamado Gaio, recomendando-lhe a hospitalidade a um grupo de cristãos liderados por Demétrio, que havia pregado o Evangelho na área onde Gaio vivia. O objetivo da carta é encorajar e fortalecer Gaio e advertí-lo contra Diótrefes, que se recusava a cooperar com o autor da carta.
A literatura da igreja dos primeiros séculos não menciona esta epístola, sendo que a primeira referência que aparece apenas em meados do século III. Esta falta de documentação, embora tenha ocorrido provavelmente devido à extrema brevidade da epístola, fez com que os escritores da igreja primitiva duvidassem de sua autenticidade até o início do século V, quando foi aceita juntamente com as outras duas epístolas de João. A linguagem de 3 João ecoa a do Evangelho de João, sendo tradicionalmente datada de cerca de 90 d. C., de modo que a epístola provavelmente foi escrita perto do final do primeiro século. Outros estudiosos contestam essa visão, como John A. T. Robinson, que afirma que a data aproximada de 3 João é de 60 a 65 d. C. A localização da escrita é desconhecida, porém, convencionalmente é descrita em Éfeso. A epístola é encontrada em muitos dos manuscritos do Novo Testamento mais antigos, e seu texto está livre de grandes discrepâncias ou variantes textuais.

## Conteúdo
Não há nenhuma doutrina estabelecida em 3 João, que é estritamente uma carta pessoal, mas o tema geral é a importância da hospitalidade, especialmente quando se trata de homens que estavam trabalhando para espalhar o evangelho. Terceiro João é o livro mais curto da Bíblia se tratando do número de palavras, embora a Segunda Epístola de João apresenta menos versos. É o único livro do Novo Testamento que não contém os nomes de "Jesus" ou de "Cristo".

### Saudação e introdução
A carta é direcionada para um homem chamado Gaio. Gaio parece ter sido um homem rico, uma vez que o autor da epístola, que se identifica apenas como "o presbítero", não pensou que poderia impor-lhe indevidamente a acolher alguns pregadores itinerantes por um curto período de tempo. O presbítero pode ter convertido a Gaio, já que ele chama Gaio de seu "filho" na fé. As Constituições Apostólicas VII.46.9 registram que Gaio foi feito bispo de Pérgamo, embora não haja confirmação histórica para esta declaração.
O nome de Gaio aparece por mais três oportunidades no Novo Testamento. Primeiro, um Gaio cristão é mencionado na Macedônia como um companheiro de viagem de Paulo, junto com Aristarco (Atos 19:29). Um capítulo depois, um Gaio de Derbe é nomeado como um dos sete companheiros de viagem de Paulo que o esperaram em Trôade (Atos 20:4). Em seguida, um Gaio é mencionado residindo em Corinto, como sendo uma das poucas pessoas de lá (os outros foram Crispo e a família de Estéfanas) que foram batizadas por Paulo, que fundou a Igreja nesta cidade (1 Coríntios 1:14). Por fim, um Gaio é referido em uma seção de saudação final da Epístola aos Romanos (Romanos 16:23) como "anfitrião" de Paulo e também anfitrião de toda a igreja, seja qual fosse a cidade em que Paulo escrevia na época, provavelmente sendo Corinto. No entanto, não há motivos para afirmar com certeza que algum desses homens fosse o Gaio de 3 João.
O versículo 2, no qual o autor deseja a prosperidade material sobre Gaio, semelhante à prosperidade de sua alma, é um texto de prova comumente usado dentro da prosperidade dos ensinamentos do evangelho.

### Missionários
O presbítero continua a redigir a sua carta, fazendo uma homenagem a Gaio por sua lealdade e a sua hospitalidade em relação a um grupo de "irmãos" itinerantes. Os "irmãos" são irmãos na fé ou missionários, que, de acordo com o pedido de Jesus em Marcos 6:8-9, partiram sem dinheiro. O presbítero então pede que Gaio forneça aos irmãos o necessário para continuarem sua jornada.

### Oposição de Diótrefes
O presbítero, em seguida, descreve seu conflito com Diótrefes, que não reconhece a autoridade do presbítero e está excomungando aqueles, como Gaio, que recebem missionários enviados pelo mesmo. O presbítero menciona uma carta anterior que ele escreveu para a Igreja que foi reprimida por Diótrefes e diz que pretende visitar a igreja e enfrentar a Diótrefes. "A igreja" é aparentemente conhecida por Gaio, mas provavelmente ele não é membro dela, pois, assim sendo, o presbítero não precisaria fornecer-lhe informações sobre as atividades de Diótrefes. A disputa entre Diótrefes e o presbítero parece ser baseada na liderança e autoridade da igreja, e não na doutrina, já que o presbítero não acusa Diótrefes de ensinar a heresia.
A maioria dos estudiosos não relaciona a carta que o presbítero menciona com 2 João, uma vez que 3 João não contém nenhuma referência à controvérsia doutrinária descrita em 2 João, e argumenta que o presbítero está se referindo a uma carta anterior de recomendação. Ao contrário deles, John Painter, no entanto, argumenta que o presbítero está de fato se referindo a 2 João, uma vez que há coincidências entre 2 João 9 e o tema da hospitalidade em 3 João.
O presbítero encerra esta seção com uma súplica a Gaio: "Amado, não sigas o mal, mas o bem. Quem faz o bem é de Deus; mas quem faz o mal não tem visto a Deus". Esta ordem é uma reminiscência de várias passagens de 1 João (2: 3-5, 3: 4-10, 4: 7).

### Saudações e conclusões finais
O versículo 12 apresenta outro homem chamado Demétrio, que segundo as Constituições Apostólicas VII.46.9 foi ordenado por João como bispo de Filadélfia (atualmente Amã, Jordânia). Demétrio provavelmente era um membro do grupo de missionários descritos anteriormente na carta, e 3 João provavelmente serve como uma carta de recomendação a Gaio sobre Demétrio. As cartas de recomendação eram bastante comuns na igreja primitiva, como evidenciado por 2 Coríntios 3:1, Romanos 16:1-2 e Colossenses 4:7-8.
O presbítero, antes de terminar a carta, diz que ele tem muitas outras coisas para contar a Gaio e planeja fazer uma viagem para vê-lo no futuro próximo, usando quase os mesmos termos de 2 João 1:12. O versículo final, que diz: "Paz seja contigo. Os amigos te saúdam. Saúda os amigos por nome", é típico da correspondência contemporânea, com "Paz seja contigo" uma saudação adotada pelos judeus.

## Autoria
Pode-se afirmar quase evidentemente que 3 João foi escrita pelo mesmo autor que escreveu 2 João, e provavelmente 1 João também. Este indivíduo pode ter sido o próprio João, o Evangelista, ou então outra pessoa, talvez João, o Presbítero, embora de acordo com o estudioso C.H. Dodd: "se tentarmos identificar o autor anônimo dessas epístolas com algum indivíduo conhecido, temos pouca expectativa de acertar".
Existem muitas semelhanças entre 2 e 3 João. Ambos seguem o formato de outras cartas pessoais da época; em ambas, o autor se autoidentifica como "o presbítero", um termo que significa literalmente "o ancião"; e ambos lidam com temas sobre hospitalidade e conflitos dentro da igreja. As cartas também são extremamente semelhantes em comprimento, provavelmente porque ambas foram escritos para caber em uma folha de papiro.
3 João também é linguisticamente semelhante a ambas as epístolas de João e outras obras de João. De 99 palavras diferentes usadas, 21 são palavras sem importância como "e" ou "o", restando então 78 palavras significativas. 23 destas não aparecem em 1 João ou no Evangelho de João, das quais quatro são únicos para 3 João, uma é comum a 2 e 3 João, e duas são encontradas em ambos os outros dois livros de João, bem como em outros escritos do Novo Testamento. Aproximadamente 30% das palavras significativas em 3 João não aparecem em 1 João ou no Evangelho, em comparação com 20% de 2 João. Essas considerações indicam uma estreita afinidade entre 2 e 3 João, embora 2 João esteja mais fortemente conectado com 1 João do que com três João. Uma minoria de estudiosos, no entanto, argumenta contra a autoria comum de 2 e 3 João, sendo que Rudolf Bultmann sustenta a afirmação de que 2 João era um documento falsificado com base em 3 João.
Se 3 João realmente foi escrito por João, o Evangelista, no entanto, é estranho que Diótrefes se oponha a ele, uma vez que os apóstolos eram altamente respeitados na igreja primitiva. Uma possível visão alternativa da autoria da epístola surge de um fragmento escrito por Papias de Hierápolis e citado por Eusébio, que menciona um homem chamado "Presbítero João". No entanto, como nada mais é conhecido deste indivíduo, não é possível identificá-lo comprovadamente como o autor de 3 João.

### Data e localização
As três cartas de João provavelmente foram escritas com um pequeno intervalo de alguns anos umas das outras, sendo que evidências internas indicam que foram escritas após o Evangelho de João, colocando-as na segunda metade do primeiro século. Esta data faz sentido dadas suas alusões e oposição ao ensino do gnosticismo e do docetismo, que negaram a plena humanidade de Jesus, e que estavam ganhando ascendência no final do primeiro século.
Dodd argumenta que ela foi escrita em uma data entre 96 - 110 d.C., concluindo por meio da ausência de referências a perseguições nas cartas que provavelmente foram escritas depois do severo reinado do imperador romano Domiciano, cuja perseguição aos cristãos aparentemente pode ter levado a escrita do livro de Apocalipse. Dodd observa, no entanto, que eles poderiam ter sido escritos na era pré-Domítica, o que é provável que tenha acontecido caso o autor fosse um discípulo de Jesus. Marshall sugere uma data entre os anos de 60 e 90, enquanto Rensberger sugere que a carta tenha sido escrita por volta do ano 100, assumindo que o Evangelho de João foi escrito na década de 90 e as cartas devem ter sido redigidas depois. Brown argumenta sobre uma data compreendida entre 100 e 110, com as três cartas sendo compostas em uma proximidade curta de tempo. Uma data entre 110 e 115 torna-se improvável, pois partes de 1 João e 2 João são citadas por Policarpo e Papias.
As cartas não indicam a localização da autoria, mas, como as primeiras citações delas (nos escritos de Policarpo, Papias e Ireneu) provêm da província da Ásia Menor, é provável que as epístolas também tenham sido escritas na Ásia. A tradição da igreja tipicamente as coloca na cidade de Éfeso.

### Manuscritos
3 João é preservado em muitos dos antigos manuscritos do Novo Testamento. Dos grandes códices unciais gregos, os códices Sinaiticus, Alexandrinus e Vaticanus contêm as três epístolas de João, enquanto o Codex Ephraemi Rescriptus contém 3 João 3-15 junto com 1 João 1:1-4. O Codex Bezae, apesar de ter em falta a maioria das epístolas católicas, contém 3 João 11-15 em tradução latina. Em outras línguas, além da versão grega, o Vulgata e as versão ciríacas, armenianas e etiópicas contém as três epístolas. Entre as diferentes cópias, não há grandes diferenças, o que significa que há poucas dúvidas sobre o objetivo do texto original.

## História canônica
Existem algumas semelhanças duvidosas entre as passagens nas epístolas de João com os escritos de Policarpo e Papias, porém, as primeiras referências definitivas às epístolas ocorreram ao final do segundo século. Irineu, em Adversus Haereses 3.16.8 (escrito aproximadamente em 180), cita 2 João 7-8, e na próxima frase 1 João 4:1-2, mas não faz distinção entre 1 e 2 João; e, além disso, não cita a 3 João. A Cânone Muratori parece referir-se a apenas as duas primeiras cartas de João, embora seja possível interpretá-la como se referindo às três. 1 João é amplamente citado por Tertuliano, que morreu em 215, e Clemente de Alexandria, o qual além de citar a 1 João, escreveu um comentário sobre 2 João em sua obra Adumbrationes. As três epístolas de João foram reconhecidas pela 39ª carta festiva de Atanásio, o Sínodo de Hipona e o Concílio de Cartago. Além disso, Dídimo, o Cego escreveu um comentário sobre as três epístolas, mostrando que, no início do século V, estavam sendo consideradas como uma única carta só.
A primeira referência a 3 João ocorre em meados do século III; Eusébio diz que Orígenes conhecia a 2 João e 3 João, porém Orígenes é relatado afirmando que "todos não as consideram genuínas". Da mesma forma, o Papa Dionísio de Alexandria, aluno de Orígenes, estava ciente da existência de uma "Segunda ou Terceira Epístola de João". Também em torno deste período, 3 João torna-se conhecida no norte da África, como foi referida na Sententiae Episcoporum, produzida pelo Sétimo Conselho de Cártago. Haviam dúvidas sobre a autoria de 3 João, no entanto, com Eusébio listando este e 2 João como "livros disputados", apesar de descrevê-los como "bem conhecidos e reconhecidos pela maioria". Apesar de Eusébio acreditar que o apóstolo escreveu o evangelho e as epístolas, é provável que a dúvida sobre a confirmação da autoria de 2 e 3 João fosse um fator que contribuía com que fossem considerados disputados. No final do século IV, o presbítero (autor de 2 e 3 João) era considerado uma pessoa diferente do apóstolo João. Esta opinião, embora relatada por Jerônimo, não foi aceita por todos, visto que o próprio Jerônimo atribuiu as epístolas ao apóstolo João. Um fator que ajuda a explicar o atestado tardio de 3 João e as dúvidas sobre sua autoria é a natureza muito curta da carta; os primeiros escritores simplesmente não tiveram oportunidade de a citar.

## Nota
- Este artigo foi inicialmente traduzido, total ou parcialmente, do artigo da Wikipédia em inglês cujo título é «Third Epistle of John», especificamente desta versão.